# Bristowia heterospinosa
Espèce
Bristowia heterospinosa est une espèce d'araignées aranéomorphes de la famille des Salticidae.

## Distribution
Cette espèce se rencontre en Indonésie, au Viêt Nam, en Chine, en Corée du Sud et au Japon.

## Description
Le mâle décrit par Szűts en 2004 mesure 3,24 mm et la femelle 3,05 mm.

## Publication originale
- Reimoser, 1934 : The Spiders of Krakatau. Proceedings of the Zoological Society of London, vol. 1934, no 1, p. 13-18.